# NGC 2374
NGC 2374 је расејано звездано јато у сазвежђу Велики пас које се налази на NGC листи објеката дубоког неба.
Деклинација објекта је - 13° 15' 48" а ректасцензија 7h 23m 56,0s. Привидна величина (магнитуда) објекта NGC 2374 износи 8,0. NGC 2374 је још познат и под ознакама OCL 585.